# Districte de Tipperah
El districte de Tipperah (també Tippera o Tripura) fou una antiga divisió administrativa a la divisió de Chittagong, a Bengala (avui a Bangladesh) amb una superfície de 6.472 km². El districte estava limitat al nord pels districtes de Dacca i Mymensingh; al nord-est pel districte de Sylhet; a l'est pel principat de Tripura o Hill Tippera, al sud pel districte de Noakhali, i a l'oest pel riu Meghna que el separava de Faridpur, Dacca i Mymensingh. El riu principal era el Meghna i altres rius eren el Gumti, Dakatia, Titas, Muhari, Bijaiganga i Burhi Ganga. Les muntanyes a esmentar eren les Lalmai a l'est.
La població era:
- 1872: 1.404.045
- 1881: 1.514.361
- 1891: 1.782.935
- 1901: 2.117.991

Administrativament estava format per tres subdivisions:
- Comilla
- Brahmanbaria
- Chandpur

Les ciutats principals eren Comilla, la capital, Brahmanbaria i Chandpur, les tres municipalitats. El 71% dels habitants eren musulmans i el 29% hindús. Aquestos estaven dividits per castes destacant els chandals, els kaibarttes, els jugis, els kayasths i els bramans; el 79% de la població vivia de l'agricultura. La població era de majoria bengalina i parlava el bengalí.

## Història
El territori pertanyia al raja de Tripura fins al 1733 quan Shuja al-Din Khan de Bengala va envair el territori i es va apoderar del territori que després va formar el districte (i part del de Noakhali). El 1765 l'administració d'aquest territori va passar als britànics (Companyia Britànica de les Índies Orientals) quan encara una cinquena part del territori del districte romania en mans del raja, que pagava un tribut de marfil i elefants.
Fou llavors quan es van formar els districtes de Tippera i Noakhali dins la divisió de Jalalpur, sent administrat per oficials natius fins al 1769 i des d'aquesta data fins al 1772 per tres supervisors anglesos. El 1772 fou nomenat el primer col·lector. El 1781 Tipperah i Noakhali foren constituïts en una sola entitat fiscal, però van ser separats el 1822. Posteriorment el districte va patir nombroses modificacions de límits. El 1860 va patir una incursió dels kukis o dels lushais, procedents de Chhagalnaiya, cremant i saquejant 15 pobles, i matant a 185 súbdits britànics a més de 100 que foren fets presoners; el 1861 un important cos de policia militar sota el capità Raban, va atacar el poble del cap Rattan Puiya al sud de les muntanyes Lushai, com a revenja, però quan es va acostar els kukis van cremar la població i van fugir a la jungla on no se'ls podia perseguir.
El districte va correspondre al Pakistan en la divisió de 1947 i va quedar dins la província de Pakistan Oriental. Va mantenir el nom fins al 1960 quan fou rebatejat districte de Comilla per la seva capital. Chandpur i Brahmanbaria es van segregar el 1984 i van formar districtes separats.
Vegeu: Districte de Comilla